# マーガレット・バーク＝ホワイト
マーガレット・バーク=ホワイト（Margaret Bourke-White, 1904年6月14日 - 1971年8月27日）は、アメリカ合衆国の写真家。
建築写真の分野で成功したのち、女性として初の戦場カメラマンとして第二次大戦中のヨーロッパで連合軍に密着し、数々のスクープ写真を発表。戦後もパキスタン独立や朝鮮戦争などを取材し、20世紀を代表する写真ジャーナリストの一人と見なされるようになった。

## 概要
マーガレット・ホワイトは1904年6月14日、発明家の父ジョセフ (Joseph) と、母ミニー (Minnie) の間に三人兄姉の次女としてニューヨーク市で生まれる。父のジョセフは熱心なアマチュア写真家で、娘が幼少のころから写真技術を手ほどきしている。母のミニーは、まだ男性だけのスポーツと考えられていた自転車競技に選手として参加するなど、当時としてはきわめて活発な女性だった。娘マーガレットに最初のカメラを贈ったのは母親で、レンズにヒビが入った20ドルの中古品だったという。
マーガレットは高校卒業後、コーネル大学やミシガン大学、コロンビア大学など複数の大学を転籍し、この間に同級生と結婚しているが1年で離婚、以後は母親の旧姓バークを加えて「バーク＝ホワイト」を名乗るようになる。このときコロンビア大学では、写真技術教育の第一人者だったクラレンス・Ｈ・ホワイトに師事、在学中から、撮影した写真を雑誌社に売って学費を工面するようになった。

### 建築・工業写真家として
1927年に卒業後は、クリーヴランドへ移ってフリーの写真家としてキャリアを開始した。ここで彼女は、当時あまり注目されていなかった建築・工業写真で新しい感覚にもとづく作品を相次いで発表した。これが『TIME』誌の編集者ヘンリー・ルースの目にとまり、彼が1929年に新しいビジネス誌『フォーチュン』を創刊すると、その専属写真家としてバーク＝ホワイトを抜擢した（創刊号の表紙写真も彼女の撮影である）。
彼女は雑誌の仕事のためアメリカ、カナダ、ヨーロッパの著名な企業・工場を数多く取材・撮影し、とくに1930年には五か年計画を取材するためソビエト連邦へ渡って外国人として初めて工業化の様子を撮影した。帰国後には、この取材をもとに『ロシアへのまなざし (Eyes on Russia)』と題する写真集を刊行、同時に『ニューヨーク・タイムズ』紙へも長文の現地報告記事を執筆して大きな反響を呼び、写真ジャーナリストとしての名声を確立することとなった。

### 大恐慌とニュー・ディール
1936年、バーク＝ホワイトは小説 『タバコ・ロード』の著者として知られていた作家アースキン・コールドウェルとともに、大恐慌後の貧困にあえぐアメリカ南部の小作農民の暮らしを取材する。これを共同でまとめた写真集 (You Have Seen Their Faces)（1937）は、社会改革を訴える強いメッセージを打ち出して、きわめて高い評価を受けている（二人は1939年に結婚したが、1942年に離婚）。
これと並行して、彼女は編集者ヘンリー・ルースが創刊した次の雑誌『ライフ』で、4人の専属写真家の一人となった。彼女の最初の仕事は、ニューディール政策の一環として建造されたモンタナ州フォートペック・ダム（英語版）の建築現場を取材することだった。ここで彼女が撮った巨大なダムの写真は『ライフ』創刊号の表紙を飾り、さらに彼女が周辺の小屋で暮らす労働者たちを取材した写真と記事も、巻頭特集となっている。
ここでバーク＝ホワイトが実践した「カメラとペンで取材し、それを総合的に呈示する」という「フォトエッセイ」の手法は、以後、アメリカの雑誌ジャーナリズムでさかんに模倣されることになる。

### 戦場カメラマンへ
以後、バーク＝ホワイトの名声は雑誌の成功とともに高まり、第二次大戦が勃発するとアメリカの写真ジャーナリズムを代表する一人となった。とくに名高いのは1941年6月、ドイツ軍がソ連に侵攻したときの写真で、彼女はこのとき偶然現地に滞在しており、モスクワ爆撃を撮影した唯一の外国人写真家となった。爆撃のさいには、ホテルの地下壕へ避難せよという命令を無視してアメリカ大使館屋上へ上り、空爆の様子をカメラに収めている（のちに『ロシアの戦争を撮る（Shooting the Russian War）』1942と題する写真集にまとめられる）。

開戦後、彼女は唯一の女性の戦場カメラマンとして戦地に派遣され、主にイタリアや北アフリカで撮影した作品は『ライフ』を通じてアメリカ社会で広く注目されるようになった。この中では、哨戒艇に同乗取材のさいにUボートからの魚雷が命中したスクープ写真などが知られている。また戦争末期にパットン将軍の第三軍に同行して撮った写真は、強制収容所での悲惨な現状を直視する作品を含んでおり、戦場カメラマンとしてのバーク＝ホワイトの代表作とも見なされるようになった。

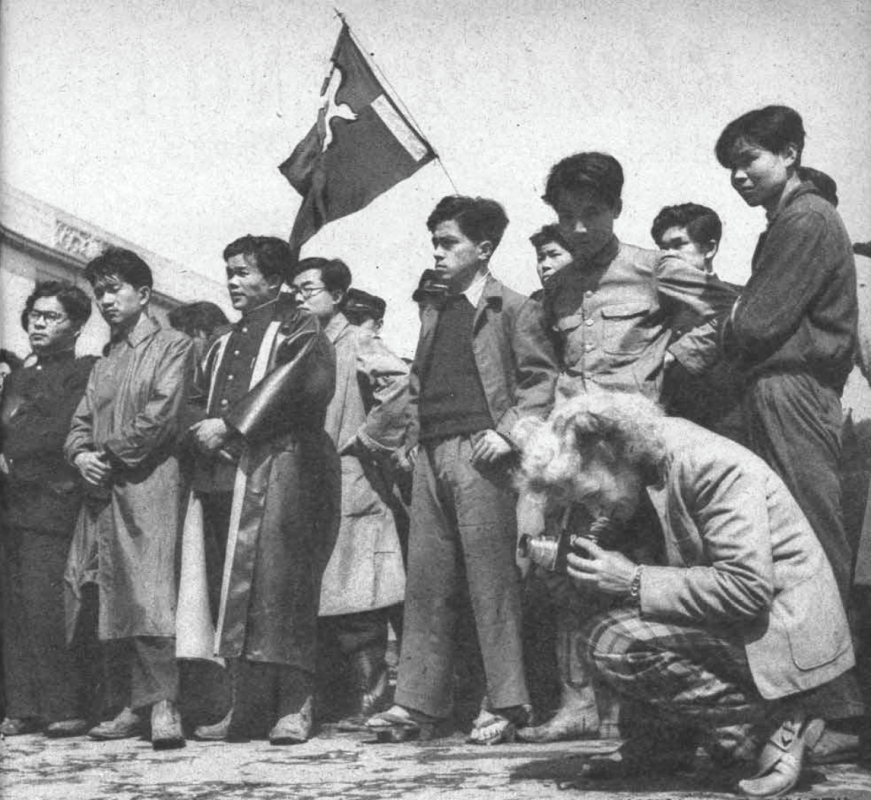
朝鮮戦争のさなか、東京で「血のメーデー」を取材中のバーク=ホワイト（右手前）。撮影は日本での助手をつとめた写真家の三木淳（1952年）。

### 第二次大戦後の活動
終戦後もバーク＝ホワイトは特派員としての活動をつづけ、パキスタンの独立と激しい武力対立、南アフリカの炭鉱労働者の過酷な現状などを取材した。この時期の作品ではインドでガンジーの非暴力活動に密着した写真（1946年）などがよく知られている。
1952年、朝鮮戦争の取材から帰国したバーク＝ホワイトは体調不良を訴え、のちにパーキンソン病を発症する。実験的な手術を試みるが快癒せず、戦場カメラマンとしての活動継続を断念した。
晩年は主に自伝の執筆と講演で過ごしながら断続的に撮影活動をつづけ、米国雑誌協会 から特別栄誉賞を受けるなど、数多くの栄誉に包まれた。1971年8月27日、パーキンソン病の悪化によりコネチカット州スタンフォードにて67歳で死去。
自伝の中でバーク＝ホワイトは、「写真家としての私の生涯は大きく変転する時代そのものに作り出されていて、二度と同じ形で再現することはできない」と自らの生涯を振り返っている。

## そのほか

### 著名な作品
- ロックフェラー・センターRCAビル内の写真壁画。1933年制作で、1953年まで存在した。電気・発電関係を中心とした機械や鉄塔などの写真を大きく引き伸ばして、ビル内の1室の壁を飾った。
- オハイオ川の洪水により、救援物資の配給に並ぶ避難者たちを撮った写真。『ライフ』1937年2月15日号に掲載。この写真はカーティス・メイフィールドのアルバム『There's No Place Like America Today』（1975年）のジャケットのモチーフとして使用された。

### 日本での展示
- 「マーガレット・バーク=ホワイト展」（小田急美術館・伊丹市美術館ほか、1992-1993）[16]
- 「グラフジャーナリズムの開拓者：マーガレット・バーク＝ホワイト作品展」（写真歴史博物館、2015）[17]

## 関連文献
- Blinder, Caroline. The American Photo-Text, 1930-1960  (Edinburgh University Press, 2019)
- Galassi, Peter. American Photography, 1890-1965 (New York: Museum of Modern Art, 1995)
- Goldberg, Vicki. Margaret Bourke-White : A Biography (Reading, Mass. : Addison-Wesley Pub., 1987)
  - ビッキー・ゴールドバーグ『美しき「ライフ」の伝説　写真家マーガレット・バーク‐ホワイト』佐復秀樹訳（平凡社、1991）
- Goldberg, Vicki and Carol McCusker. Breaking the Frame : Pioneering Women in Photojournalism (San Diego, CA. : Museum of Photographic Arts, 2006)
- McEuen, Melissa A. Seeing America: Women Photographers between the Wars (The University of Kentucky Press, 2014)
- Nemerov, Alexander. Wartime Kiss: Visions of the Moment in the 1940s (Princeton University Press, 2013)

日本語文献
- 『マーガレット・バーク=ホワイト展　世界を駆けぬけた情熱のフォトジャーナリスト』（日本テレビ放送網、1992）
- 利光早苗『マーガレット・バーク＝ホワイト　戦場に咲いた美しき花』（メディアファクトリー、1993）
- ショーン・キャラハン解説『マーガレット・バーク＝ホワイト写真集』原信田実訳（岩波書店、1999）